# Postgeschichte in Güstrow

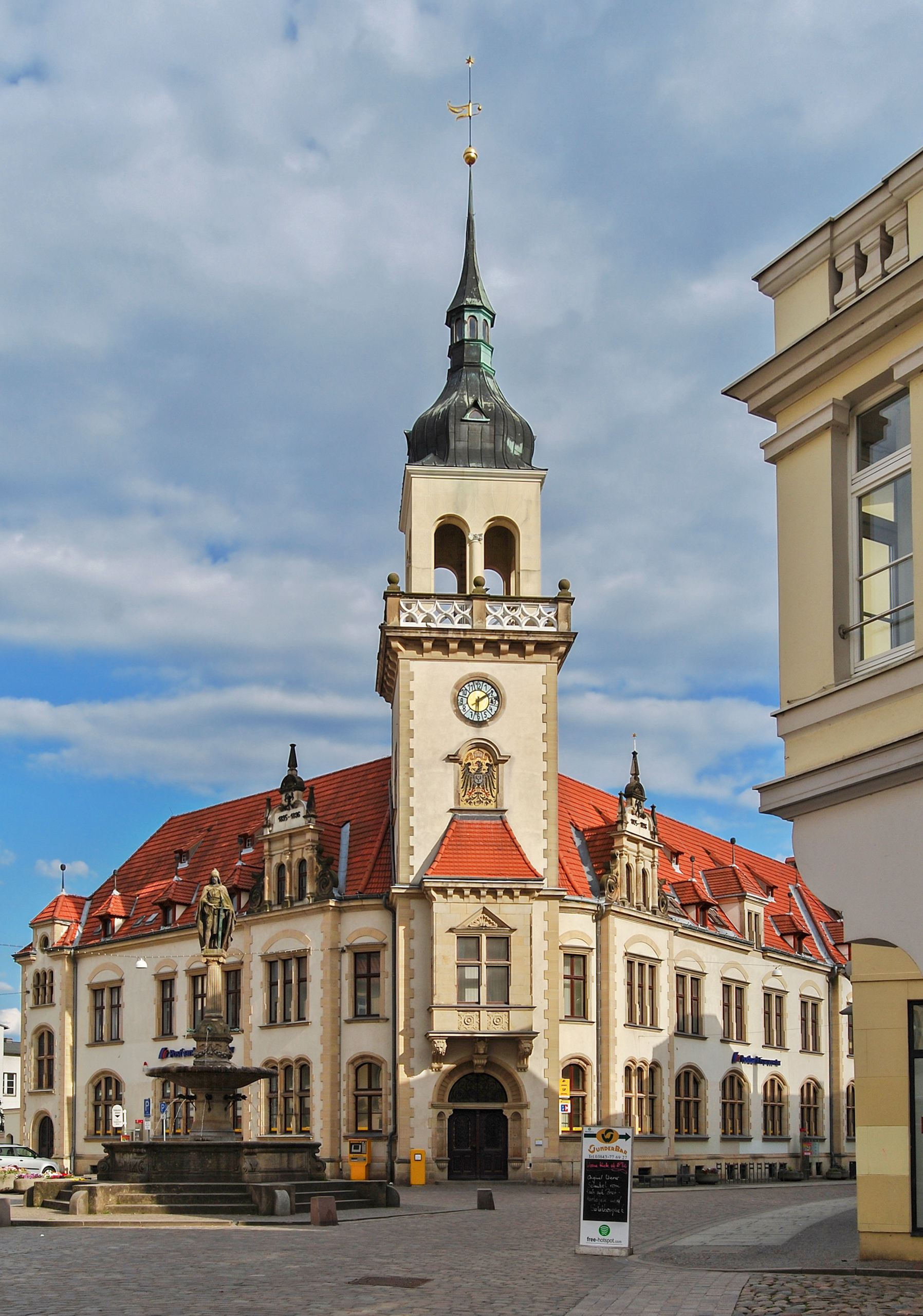
Postamt und Borwinbrunnen

Die Postgeschichte in Güstrow beginnt mit dem Botenwesen, setzt sich fort mit den Herzoglichen Postanlagen als Reitpost im Herzogtum Güstrow und in Güstrow sowie 1701 mit der Landespost in Mecklenburg-Schwerin.

## Geschichte

### Mittelalter bis 1701
Vorläufer der staatlichen Post waren am Anfang des 16. Jahrhunderts Botenanlagen der Herzöge von Mecklenburg durch berufsmäßige Boten, die Briefe und auch andere Sachen zu Fuß oder zu Pferde auf festen Kursen mit Stationen und zu bestimmten Zeiten beförderten; sie wurden Ende des 16. Jahrhunderts Postboten genannt. 1614 wurde ein Postmeister am Schweriner Hof bestellt. In Güstrow war eine sogenannte Ablage eingerichtet.
In Rostock und Wismar bestanden bereits seit der Hanse ab dem 14. Jahrhundert Botenanlagen, die durch sogenannte Botenzüge die Hansestädte verbanden. Die erste mecklenburgische Postanstalt von Herzog Wallenstein befand sich ab 1628 für kurze Zeit in Güstrow in der Straße Grüner Winkel Nr. 4.
Herzogliche Postanlagen als Reitpost nach dem Muster der Taxis’schen Reichsposten gab es vorübergehend von 1645 bis 1701. Es bestand u. a. ein Güstrow’scher Posten mit Wagen mit den Postladen (Kiste) der Güstrow’schen Post und Sitzen zur Personenbeförderung. Die Einrichtung der Posten im Herzogtum Güstrow erfolgte später als im Schweriner Gebiet, aber planmäßiger. In Güstrow besorgte der herzogliche Postmeister Hieronymus Dohnstein von um 1660 bis 1678 die Abfertigung der Post; Nachfolger wurde Daniel le Plat. 1663 gab es eine privatisierte (Pächter) Fahrpost von Güstrow nach Neubrandenburg, 1664 nach Neukloster und Wismar, 1667 nach Rostock, 1670 nach Boizenburg und nach Hamburg sowie um 1680 nach Plau (Berlin) und Parchim; Mecklenburg tangierende andere Postlinien (Hamburg, Brandenburg, Schweden und eingeschränkt auch Lübeck) transportierten die Post weiter. Ab 1666 betrieben das Hamburger Botenamt und die Mecklenburger Post die Strecke Lübeck – Rostock – Demmin gemeinsam.
Hofpostmeister in Güstrow war seit 1690 Brünsich, der 1693 eine Poststation im pommerschen Anklam einrichten konnte. 1693 wurde auch die Fürstl. Meckl. - Güstrowsche Renovirte Postordnung von Herzog Gustav Adolf erlassen. Der herzogliche Geheime Kammerrat Mumme war seit 1689 Postdirektor und Postmeister im Herzogtum Güstrow. 1701 führten zwei Postkurse von Rostock über Bützow, Sternberg, Schwerin, Gadebusch und Ratzeburg sowie von Neubrandenburg über Güstrow, Sternberg, Schwerin und Boizenburg. Er übernahm bald darauf auch die Schweriner Posten in Pacht, so dass er den Übergang zu der Entwicklung einer Landespost bildet. Die Residenz Güstrow hatte 1693 die Postverbindungen nach Berlin, Hamburg, Wismar, Rostock, Neubrandenburg und Parchim. Der Bestand an Pferden in Güstrow war erheblich.

### Landespost
1701 fiel das Herzogtum Güstrow an das Herzogtum Mecklenburg-Schwerin. Trotzdem bestanden weiterhin zunächst zwei voneinander getrennte Postverwaltungen im Lande mit der 1644 gegründeten Landespost Mecklenburg-Schwerin und der Post in Güstrow. Bestehende brandenburgische Postkontore, Posten und Strecken (Boizenburg seit 1690, Neubrandenburg und Rostock seit 1679) verloren ihre Erlaubnis. Mumme erhielt 1703 einen Pachtvertrag, welcher alle Posten im Herzogtum Mecklenburg-Schwerin umfasste. Zu den o. a. Strecken kamen die nach Schwerin – Lübeck, Lübeck – Wismar und Waren (Müritz) – Plau hinzu. Er war bis 1709 tätig. Es gab ab 1708 Hauptpostkontore bzw. Hauptpostämter (und dazu Distrikte) in Schwerin, Rostock und Güstrow; 1810 wurden daraus Ober-Postämter. 1715 wurde in Schwerin Hofintendant von Walter Ober-Postdirector. In Güstrow war um 1710 bis um 1722 Postmeister Zeller tätig. Von 1724 bis 1739 war Hans Albrecht von Schütz Postdirektor des Landes. Den Postmeistern in Schwerin, Güstrow und Rostock wurde 1753 die Amtsbezeichnung Postdirektor verliehen.
Differenzen gab es mit der seit den 1730er Jahren in Mecklenburg tätigen preußischen Post, so auch bei der Strecke von Berlin nach Güstrow. Preußische Behörden bezeichneten in den 1740er Jahren das herzogliche Postkontor Güstrow stets bewusst fälschlich als königliches Postamt. 1781 wurde in Güstrow Stöckhardt Postdirektor als Nachfolger von Postdirektor Gutzmer, da dieser auch unzulässige Vergütung von Preußen erhielt. In Güstrow wirkte Postdirektor Kütemeyer in den 1750er/60er Jahren und Postdirektor bzw. Ober-Postamtsirektor von Plessen um 1810. Mecklenburg-Schwerin verfügte 1755 den Postzwang und erließ 1759 ein neues Postreglement und 1770 eine mecklenburgische Postordnung.
Nach den Befreiungskriegen wurde ab 1815 der Güstrow-Hamburger-Kurs nur teilweise wieder eingerichtet und die Strecke Boizenburg – Wittenburg – Schwerin – Güstrow war ein Seitenkurs. Schnellposten fuhren ab 1830 zwischen Schwerin und Ludwigslust; in den nächsten Jahren auch nach Güstrow, Wismar, Rostock und Neubrandenburg. 1867 gab es 77 Postanstalten, 36 Postämter, 34 Postexpeditionen, 2 Postspeditionsämter (Güstrow und Rostock), darunter 6 Ober-Postämter (Schwerin, Güstrow, Rostock, Wismar, Ludwigslust und Hamburg). 1849 entstand die General-Postdirektion, sie löste die Verwaltung der Post durch das Kammerkollegium ab.
Ab 1831 war das Postamt in der Langen Straße Nr. 41, ab 1866 in der Domstraße Nr. 6. 1896 wurde das historisierende zweigeschossige Kaiserliche Postamt Güstrow fertiggestellt.

### Post nach 1871
Nach der Gründung des Deutschen Reichs 1871, trat am 1. Januar 1872 das Gesetz über das Postwesen, das Posttaxwesen und die Postordnung der Reichspost in Kraft. Das Post- und Telegrafenwesen blieb beim Gesamtstaat, nur Bayern und Württemberg behielten ihre eigene Post- und Telegrafenverwaltung. Ab 1920 gab es nur noch eine Reichspostverwaltung. Für Güstrow war die 1868 gegründete Oberpostdirektion Schwerin zuständig.
DDR: Der Deutschen Zentralverwaltung für das Post- und Fernmeldewesen (ZVPF) der Sowjetischen Militäradministration in Deutschland (SMAD) unterstand ab Juli 1945 auch das Nachrichtenwesen der gesamten sowjetisch besetzten Zone (SBZ). Mit der Gründung der DDR folgte 1949 die Gründung der Deutschen Post (DP). Die Güstrower Post unterstand der Oberpostdirektion (OPD) Schwerin.
Bundesrepublik Deutschland: Seit 1990 war das Güstrower Postamt in der Deutschen Bundespost eingegliedert, seit 1995 die Deutsche Post AG.